# Mirowszczyzna (Białoruś)
Mirowszczyzna (biał. Міроўшчына; ros. Мировщина) – wieś na Białorusi, w rejonie zdzięcielskim obwodu grodzieńskiego, około 6 km na zachód od Zdzięcioła.
Wieś magnacka położona była w końcu XVIII wieku w powiecie słonimskim województwa nowogródzkiego. 

## Historia
Dobra Mirowszczyzna były przez ponad 250 lat własnością rodziny Strawińskich herbu Sulima. W drugiej połowie XVIII wieku właścicielem majątku był Florian Brunon Strawiński (1750–1787), starosta słonimski. W pierwszej połowie XIX wieku Mirowszczyzną władał najprawdopodobniej potomek Floriana Adam, który mieszkał tu co najmniej od 1827 roku. Kolejnym znanym właścicielem majątku był Stanisław Strawiński (II połowa XIX i początek XX wieku), a ostatnim – jego syn, Jan Eustachy Strawiński, do 1939 roku.
Po III rozbiorze Polski w 1795 roku Mirowszczyzna, wcześniej należąca do województwa nowogródzkiego Rzeczypospolitej, znalazła się na terenie powiatu słonimskiego (ujezdu) guberni słonimskiej, później litewskiej, grodzieńskiej i mińskiej Imperium Rosyjskiego. Po ustabilizowaniu się granicy polsko-radzieckiej w 1921 roku Mirowszczyzna wróciła do Polski, znalazła się w gminie Pacowszczyzna w powiecie słonimskim województwa nowogródzkiego. W 1926 roku Mirowszczyzna znalazła się w gminie Zdzięcioł, a tym samym w powiecie nowogródzkim, od 1945 roku – w ZSRR, od 1991 roku – na terenie Republiki Białorusi.
W drugiej połowie XIX wieku znajdowała się tu kaplica katolicka parafii Zdzięcioł.

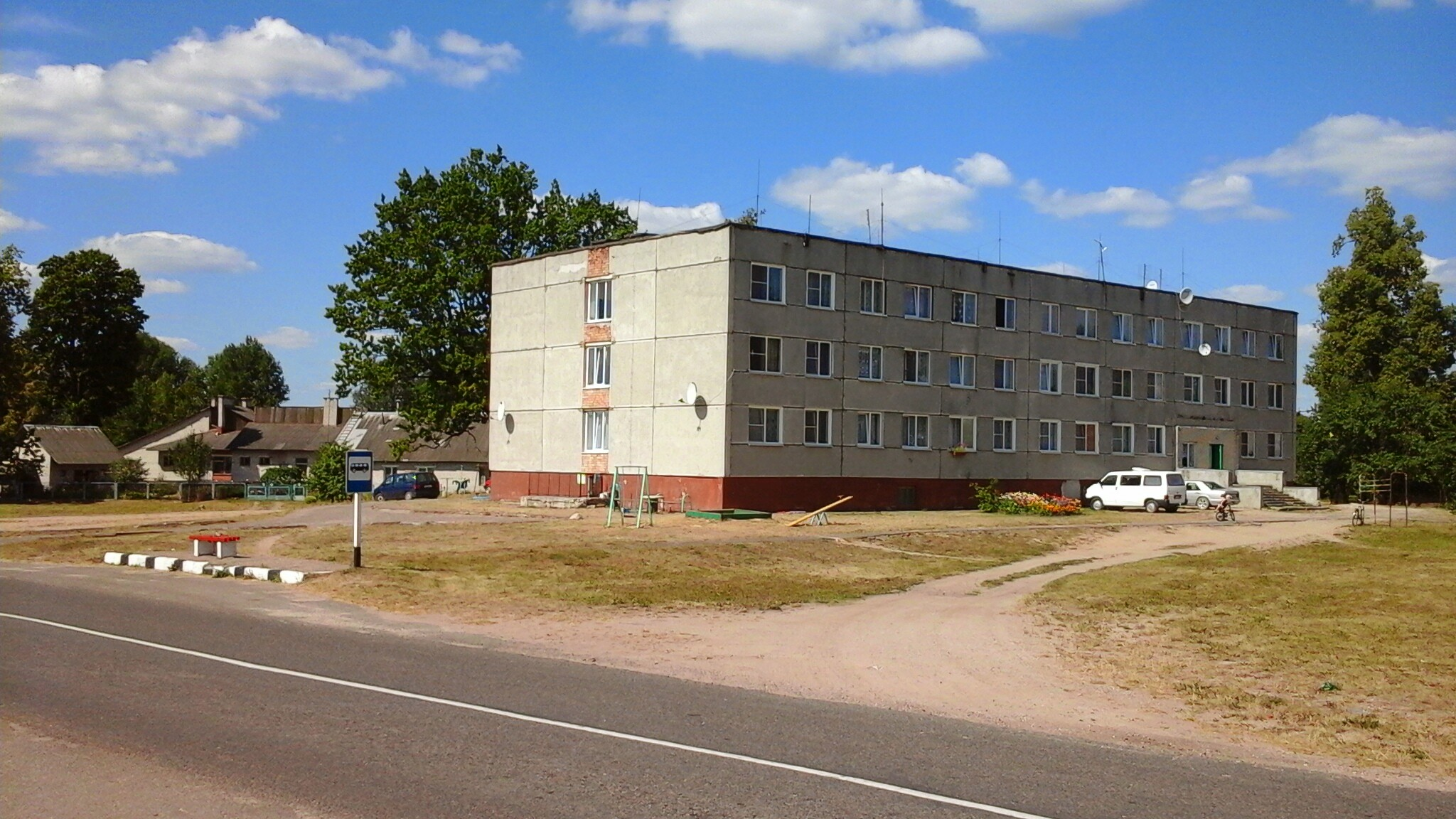
Blok mieszkalny w Mirowszczyźnie, 2015

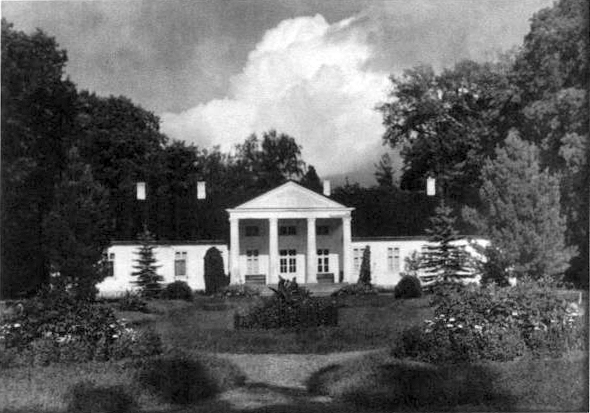
Dwór Strawińskich w 1925 roku

W 1905 roku mieszkało tu 28 osób. W 2009 roku wieś liczyła 394 mieszkańców.
Obecnie we wsi funkcjonuje punkt felczersko-akuszerski, działają również: poczta, biblioteka, klub, sklep, przedszkole i szkoła zawodowa. Działa tu kołchoz „Zarya” oraz warsztaty rzemieślnicze i naprawcze sprzętu rolniczego.
W Mirowszczyźnie jest pięć ulic. Znajduje się tu zbiorowa mogiła 5 radzieckich żołnierzy i partyzantów.

## Dawny dwór
W XVIII wieku Strawińscy wybudowali tu duży, modrzewiowy dwór. Był on przez kilkadziesiąt lat niezamieszkały, ponieważ Strawińscy mieszkali w pobliskich Nakryszkach. W 1910 roku Stanisław Strawiński przeprowadził modernizację dworu. Po niej dom był parterowym, trzynastoosiowym budynkiem stojącym na niskiej podmurówce. Centralna trzyosiowa część, za portykiem w wielkim porządku była piętrowa. Trójkątny szczyt portyku był wsparty na czterech kolumnnach. Dom, przykryty wysokim, początkowo gontowym, później blaszanym czterospadowym dachem, został otynkowany na biało. W dachu były niewielkie lukarny i cztery wysokie kominy.
Przed domem skierownym na południe był rozległy gazon, po jego obu stronach stały parterowe, drewniane, otynkowane oficyny, również z gankami. Jedna z oficyn spłonęła w czasie I wojny światowej, druga przetrwała do 1939 roku.
Dom był otoczony rozległym parkiem o powierzchni 40 hektarów. Dzielił się na część starą i nową. Bliżej domu był park stary z sędziwą aleją lipową, wielkimi modrzewiami i kasztanami. Na wszystkich trawnikach były klomby kwiatowe, latem wokół domu ustawiano kwitnące oleandry i owocujące drzewa cytrusowe. Na północnym skraju parku stała kapliczka z wyrzeźbioną w drewnie postacią Matki Boskiej. W lesie stała stara figura św. Jana. 

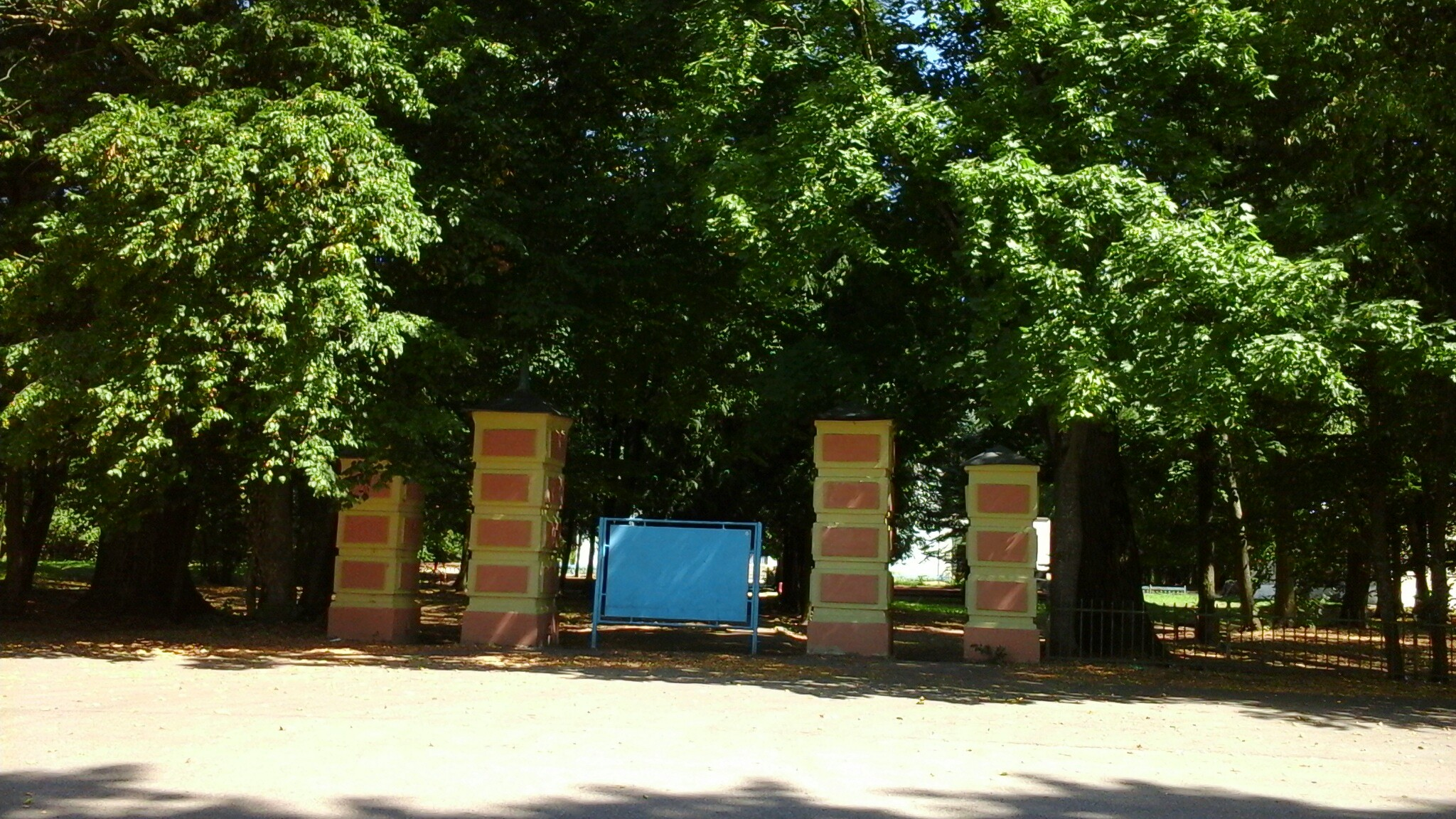
Brama do parku otaczającego byłą siedzibę Strawińskich, 2015

Dwór w Mirowszczyźnie nie przetrwał II wojny światowej. Pozostały resztki parku oraz zrujnowana brama wjazdowa do byłej posiadłości.
Majątek w Mirowszczyźnie został opisany w 2. tomie Dziejów rezydencji na dawnych kresach Rzeczypospolitej Romana Aftanazego.